# Командный чемпионат СССР по шахматной композиции 1990/1992
Командный чемпионат СССР по шахматной композиции 1990—1992 — 14-й командный чемпионат («XIV Всесоюзные командные соревнования по шахматной композиции»). В чемпионате принимали участие сборные команды союзных республик, Москвы и Ленинграда.

## Общие сведения
Соревнование началось осенью 1990 года, закончилось фактически в 1992 году (с публикацией итогов), когда СССР уже перестал существовать. XIV чемпионат завершил историю командных соревнований бывшего Советского Союза. 
Чемпионат проводился в 6 разделах: двухходовки, трёхходовки, многоходовки, этюды, кооперативные маты и обратные маты.
Главный судья — В. Г. Копаев, Москва. Судьи разделов:
- В. Ерохин, Ленинград (двухходовки),
- В. Сычёв, Белоруссия (трёхходовки),
- М. Марандюк, Украина (многоходовки),
- Г. Умнов, РСФСР (этюды),
- А. Виртманис, Латвия (кооперативные маты),
- Р. Тавариани, Грузия (обратные маты).

Оценка композиций проводилась по 15-балльной шкале с шагом 0,5 балла. 
Как и в предыдущем чемпионате, в каждом разделе была дана только одна тема, в ортодоксальных разделах команда могла представить 3 композиции и в зачёт шли 2 лучших, в неортодоксальных — соответственно 2 и 1. 
Участвовало 9 команд, 139 композиций (113 задач и 26 этюдов).
Уверенную победу одержала команда Российской Федерации, ровно выступившая во всех разделах.

## Таблица
| Команды         | Разделы, оценки зачётных композиций | Разделы, оценки зачётных композиций | Разделы, оценки зачётных композиций | Разделы, оценки зачётных композиций | Разделы, оценки зачётных композиций | Разделы, оценки зачётных композиций | Разделы, оценки зачётных композиций | Разделы, оценки зачётных композиций | Разделы, оценки зачётных композиций | Разделы, оценки зачётных композиций | Разделы, оценки зачётных композиций | Разделы, оценки зачётных композиций | Разделы, оценки зачётных композиций | Разделы, оценки зачётных композиций | Сумма баллов | Место  |
| Команды         | двухходовки                         | двухходовки                         | двухходовки                         | трёхходовки                         | трёхходовки                         | трёхходовки                         | многоходовки                        | многоходовки                        | многоходовки                        | этюды                               | этюды                               | этюды                               | h#3                                 | s#2                                 | Сумма баллов | Место  |
| Команды         | 1                                   | 2                                   | сумма                               | 1                                   | 2                                   | сумма                               | 1                                   | 2                                   | сумма                               | 1                                   | 2                                   | сумма                               | 1                                   | 1                                   | Сумма баллов | Место  |
| --------------- | ----------------------------------- | ----------------------------------- | ----------------------------------- | ----------------------------------- | ----------------------------------- | ----------------------------------- | ----------------------------------- | ----------------------------------- | ----------------------------------- | ----------------------------------- | ----------------------------------- | ----------------------------------- | ----------------------------------- | ----------------------------------- | ------------ | ------ |
| Россия          | 15                                  | 11,5                                | 26,5                                | 10                                  | 9                                   | 19                                  | 13                                  | 11                                  | 24                                  | 14                                  | 10                                  | 24                                  | 13                                  | 11                                  | 117,5        | I      |
| Белоруссия      | 14,5                                | 14                                  | 28,5                                | 13                                  | 8                                   | 21                                  | 10                                  | 10                                  | 20                                  | 9                                   | 8                                   | 17                                  | 8                                   | 8                                   | 102,5        | II—III |
| Украина         | 11,5                                | 11                                  | 22,5                                | 11                                  | 11                                  | 22                                  | 12                                  | 9                                   | 21                                  | 8                                   | 8                                   | 16                                  | 11                                  | 10                                  | 102,5        | II—III |
| Москва          | 7                                   | 6                                   | 13                                  | 11                                  | 8                                   | 19                                  | 12                                  | 11                                  | 23                                  | 12                                  | 12                                  | 24                                  | 14                                  | 9                                   | 102          | IV     |
| Санкт-Петербург | 13                                  | 13                                  | 26                                  | 9                                   | 7                                   | 16                                  | 7                                   | 5                                   | 12                                  | 11                                  | 9                                   | 20                                  | 12                                  | 8                                   | 94           | V      |
| Армения         | 10                                  | 6                                   | 16                                  | 8                                   | 7                                   | 15                                  | 9                                   | 0                                   | 9                                   | 9                                   | 9                                   | 18                                  | 8                                   | 13                                  | 79           | VI     |
| Азербайджан     | 10                                  | 5                                   | 15                                  | 9                                   | 8                                   | 17                                  | 6                                   | 0                                   | 6                                   | 10                                  | 6                                   | 16                                  | 7                                   | 12                                  | 73           | VII    |
| Молдавия        | 13                                  | 11,5                                | 24,5                                | 7                                   | 0                                   | 7                                   | 3                                   | 0                                   | 3                                   | 8                                   | 0                                   | 8                                   | 0                                   | 10                                  | 52,5         | VIII   |
| Казахстан       | 10,5                                | 5                                   | 15,5                                | 0                                   | 0                                   | 0                                   | 0                                   | 0                                   | 0                                   | ?                                   | ?                                   | 16                                  | 7                                   | 12                                  | 50,5         | IX     |